# KNSB Cup ploegen (marathonschaatsen) 2023/2024
De KNSB Cup ploegen (marathonschaatsen) 2023/2024 is het jaarlijks terugkerende klassement over de gehouden Marathon Cup wedstrijden in Nederland voor ploegen. Het is de tweeëntwintigste editie dat de KNSB Cup werd uitgereikt. De officiële naam van de KNSB Cup ploegen dit marathonseizoen is de Daikin Cup vernoemd naar de hoofdsponsor Daikin. Dit klassement is opgesteld over alle marathonwedstrijden van het seizoen; Marathon Cup, Grand Prix en natuurijs vierdaagse.

## Podia
| Divisie             | Eerste                          | Tweede         | Derde                               |
| ------------------- | ------------------------------- | -------------- | ----------------------------------- |
| Top-divisie mannen  | Bouwselect / De Haan Westerhoff | Royal A-ware   | OKAY/Interfarms                     |
| Top-divisie vrouwen | BDM-BTZ                         | PMG Bakker     | VGR Sport / Vreugdenhil Dairy Foods |
| Beloften mannen     | Van Ramshorst Renault           | Wokke Vastgoed | OKAY/Interfarms                     |
| Beloften vrouwen    | Fortune Coffee                  | Wokke Vastgoed | Boltrics                            |

## Eindklassementen
Top-divisie mannen
| Algemene stand | Algemene stand                  | Algemene stand | Algemene stand | Algemene stand | Algemene stand | Algemene stand | Algemene stand | Algemene stand | Algemene stand | Algemene stand | Algemene stand | Algemene stand | Algemene stand | Algemene stand | Algemene stand | Algemene stand | Algemene stand | Algemene stand | Algemene stand | Algemene stand | Algemene stand | Algemene stand | Algemene stand | Algemene stand | Algemene stand |
| Nr.            | Ploeg                           | Punten         | Punten         | Punten         | Punten         | Punten         | Punten         | Punten         | Punten         | Punten         | Punten         | Punten         | Punten         | Punten         | Punten         | Punten         | Punten         | Punten         | Punten         | Punten         | Punten         | Punten         | Punten         | Punten         | Punten         |
| Nr.            | Ploeg                           | #1             | #2             | #3             | #4             | #5             | #6             | #7             | #8             | #9             | #10            | #11            | #12            | #13            | #14            | #15            | #16            | #17            | #18            | #19            | #20            | #21            | #22            | #23            | Totaal         |
| -------------- | ------------------------------- | -------------- | -------------- | -------------- | -------------- | -------------- | -------------- | -------------- | -------------- | -------------- | -------------- | -------------- | -------------- | -------------- | -------------- | -------------- | -------------- | -------------- | -------------- | -------------- | -------------- | -------------- | -------------- | -------------- | -------------- |
| 1              | Bouwselect / De Haan Westerhoff | 70             | 121            | 81             | 99             | 111            | 114            | 64             | 97             | 65             | 38             | 86             | 102            | 79             | 89             | 97             | 162            | 286            | 99             | 98             | 212            | 198            | 226            | 112            | 2706           |
| 2              | Royal A-ware                    | 111            | 112            | 108            | 119            | 115            | 94             | 80             | 95             | 188            | 40             | 4              | 102            | 111            | 120            | 93             | 180            | 276            | 117            | 117            | 170            | 158            | 134            | 116            | 2700           |
| 3              | OKAY/Interfarms                 | 103            | 60             | 101            | 49             | 110            | 126            | 76             | 97             | 110            | 86             | 90             | 81             | 79             | 55             | 120            | 142            | 336            | 93             | 80             | 184            | 194            | 124            | 69             | 2565           |
| 4              | Team Reggeborgh                 | 59             | 114            | 66             | 42             | 54             | 37             | 69             | 91             | 89             | 96             | 95             | 98             | 61             | 93             | 104            | 166            | 298            | 64             | 83             | 136            | 238            | 218            | 69             | 2440           |
| 5              | Sprog                           | 79             | 71             | 99             | 100            | 84             | 65             | 43             | 80             | 68             | 42             | 100            | 87             | 88             | 89             | 96             | 142            | 338            | 59             | 90             | 216            | 146            | 174            | 70             | 2426           |
| 6              | Jumbo-Visma                     | 112            | 99             | 109            | 118            | 121            | 114            | 85             | 118            | 73             | 112            | 126            | 84             | 114            | 90             | 70             | 164            | 118            | 90             | 70             | 44             | 198            |                | 113            | 2342           |
| 7              | VGR Sport / Mechan Groep        | 51             | 48             | 39             | 89             | 56             | 79             | 32             | 67             | 90             | 52             | 75             | 73             | 51             | 73             | 61             | 164            | 192            | 66             | 99             | 64             | 144            | 114            | 76             | 1855           |
| 8              | Sportchaletviehhofen.at         | 23             | 52             | 35             | 30             | 68             | 13             |                | 71             | 87             | 89             | 57             | 66             | 34             | 95             | 61             | 114            | 240            | 92             | 52             | 106            | 134            | 122            | 77             | 1718           |
| 9              | Port of Amsterdam / SKITS       | 100            | 56             | 58             | 56             | 74             | 83             | 103            | 14             | 75             | 89             | 48             | 51             | 89             | 85             | 55             | 110            | 120            | 87             | 73             | 50             | 42             | 102            | 69             | 1689           |
| 10             | A6.nl / KMC                     | 22             | 26             | 29             | 66             | 33             | 29             | 70             | 28             | 36             | 64             | 80             | 82             | 69             | 74             | 33             | 66             | 196            | 52             | 31             | 126            |                | 138            | 71             | 1421           |

Top-divisie vrouwen
| Algemene stand | Algemene stand                      | Algemene stand | Algemene stand | Algemene stand | Algemene stand | Algemene stand | Algemene stand | Algemene stand | Algemene stand | Algemene stand | Algemene stand | Algemene stand | Algemene stand | Algemene stand | Algemene stand | Algemene stand | Algemene stand | Algemene stand | Algemene stand | Algemene stand | Algemene stand | Algemene stand | Algemene stand | Algemene stand | Algemene stand |
| Nr.            | Ploeg                               | Punten         | Punten         | Punten         | Punten         | Punten         | Punten         | Punten         | Punten         | Punten         | Punten         | Punten         | Punten         | Punten         | Punten         | Punten         | Punten         | Punten         | Punten         | Punten         | Punten         | Punten         | Punten         | Punten         | Punten         |
| Nr.            | Ploeg                               | #1             | #2             | #3             | #4             | #5             | #6             | #7             | #8             | #9             | #10            | #11            | #12            | #13            | #14            | #15            | #16            | #17            | #18            | #19            | #20            | #21            | #22            | #23            | Totaal         |
| -------------- | ----------------------------------- | -------------- | -------------- | -------------- | -------------- | -------------- | -------------- | -------------- | -------------- | -------------- | -------------- | -------------- | -------------- | -------------- | -------------- | -------------- | -------------- | -------------- | -------------- | -------------- | -------------- | -------------- | -------------- | -------------- | -------------- |
| 1              | BDM-BTZ                             | 104            | 108            | 100            | 99             | 111            | 119            | 95             | 112            | 91             | 120            | 121            | 106            | 108            | 105            | 126            | 180            | 308            | 112            | 131            | 226            | 246            | 248            | 122            | 3198           |
| 2              | PMG Bakker                          | 84             | 93             | 85             | 90             | 73             | 90             | 64             | 90             | 69             | 92             | 74             | 69             | 64             | 84             | 131            | 208            | 284            | 107            | 96             | 146            | 176            | 166            | 80             | 2515           |
| 3              | VGR Sport / Vreugdenhil Dairy Foods | 36             | 81             | 74             | 72             | 96             | 77             | 93             | 91             | 65             | 74             | 84             | 88             | 71             | 56             | 46             | 186            | 204            | 66             | 90             | 216            | 180            | 184            | 68             | 2298           |
| 4              | Team Albert Heijn Zaanlander        | 135            | 116            | 136            | 138            | 125            | 79             | 99             | 133            | 136            | 93             | 61             | 117            | 138            | 71             | 68             | 110            | 216            | 21             | 55             | 72             | 70             |                | 87             | 2276           |
| 5              | Team OCRE                           | 71             | 88             | 38             | 47             | 60             | 73             | 86             | 70             | 64             | 84             | 84             | 51             | 37             | 62             | 80             | 148            | 248            | 55             | 79             | 176            | 124            | 126            | 73             | 2060           |
| 6              | Turner                              | 73             | 45             | 35             | 38             | 102            | 63             | 60             | 66             | 67             | 58             | 52             | 75             | 96             | 71             | 42             | 104            | 236            | 79             | 91             | 172            | 182            | 128            | 63             | 1998           |
| 7              | Van Ramshorst Renault               | 67             | 105            | 58             | 71             | 69             | 74             | 69             | 53             | 93             | 96             | 68             | 46             | 27             | 92             | 43             | 140            | 172            | 67             | 87             | 112            | 130            | 154            | 76             | 1979           |
| 8              | Wokke Vastgoed                      | 45             | 42             | 20             | 39             | 51             | 53             | 81             | 58             | 67             | 35             | 33             | 70             | 24             | 62             | 79             | 124            | 198            | 88             | 26             | 132            | 94             | 58             | 45             | 1524           |
| 9              | Vangnet                             | 32             | 34             | 43             | 46             | 62             | 53             | 66             | 36             | 38             | 47             | 8              | 55             | 37             | 37             | 45             | 42             | 180            | 30             | 45             | 112            | 116            | 46             | 34             | 1244           |
| 10             | Bouwbedrijf de Vries                | 64             | 53             | 101            | 70             |                | 62             | 37             | 58             | 44             | 56             | 39             | 23             | 44             | 47             | 8              | 66             | 64             | 51             | 48             |                | 34             |                | 61             | 1030           |

Beloften mannen
| Algemene stand | Algemene stand                     | Algemene stand | Algemene stand | Algemene stand | Algemene stand | Algemene stand | Algemene stand | Algemene stand | Algemene stand | Algemene stand | Algemene stand | Algemene stand | Algemene stand | Algemene stand |
| Nr.            | Ploeg                              | Punten         | Punten         | Punten         | Punten         | Punten         | Punten         | Punten         | Punten         | Punten         | Punten         | Punten         | Punten         | Punten         |
| Nr.            | Ploeg                              | #1             | #2             | #3             | #4             | #5             | #6             | #7             | #8             | #9             | #10            | #11            | #12            | Totaal         |
| -------------- | ---------------------------------- | -------------- | -------------- | -------------- | -------------- | -------------- | -------------- | -------------- | -------------- | -------------- | -------------- | -------------- | -------------- | -------------- |
| 1              | Van Ramshorst Renault              | 57             | 51,5           | 55             | 53,5           | 4,5            | 60             | 49,5           | 47             | 61,5           | 45             | 52,5           | 34,5           | 571,5          |
| 2              | Wokke Vastgoed                     | 39,5           | 54,5           | 41,5           | 47             | 54             | 40,5           | 46             | 48             | 44             | 34,5           | 44             | 44             | 537,5          |
| 3              | OKAY/Interfarms                    | 29             | 50,5           | 35,5           | 59             | 27             | 27             | 50,5           | 34             | 43             | 21             | 59             | 47             | 482,5          |
| 4              | Speelman / Exclusief Vastgoedbehee | 29,5           | 33             | 37,5           | 39,5           | 26             | 34,5           | 48             | 20             | 15             | 48             | 46             | 31,5           | 408,5          |
| 5              | Traumeel Gel                       | 40             | 35             | 27,5           | 42             | 20,5           | 29,5           | 26,5           | 36,5           | 27             | 43             | 28             | 47             | 402,5          |
| 6              | Douma Staal                        | 39,5           | 54             | 52,5           |                | 35,5           | 17,5           | 35             | 44             | 36             | 26             | 19             | 20,5           | 369,5          |
| 7              | Forte Sportswear                   | 35,5           | 26,5           | 27             | 17             | 24             | 32,5           | 37             | 44,5           | 42,5           | 15,5           | 29,5           | 24             | 355,5          |
| 8              | Ormer ICT                          | 35             | 25,5           | 17             | 30             | 43             | 37,5           | 35,5           | 29,5           | 33,5           | 28,5           | 7,5            | 24,5           | 347            |
| 9              | Vector                             | 24,5           | 10             | 21,5           | 46             | 21             | 51,5           | 42             | 12             | 31             | 16             | 22             | 34             | 311,5          |
| 10             | Bouwselect / De Haan Westerhoff    | 35,5           | 18             | 39,5           | 32             | 19,5           |                | 17,5           |                |                | 21,5           | 14             | 30,5           | 228            |

Beloften vrouwen
| Algemene stand | Algemene stand                      | Algemene stand | Algemene stand | Algemene stand | Algemene stand | Algemene stand | Algemene stand | Algemene stand | Algemene stand | Algemene stand | Algemene stand | Algemene stand | Algemene stand |
| Nr.            | Ploegen                             | Punten         | Punten         | Punten         | Punten         | Punten         | Punten         | Punten         | Punten         | Punten         | Punten         | Punten         | Punten         |
| Nr.            | Ploegen                             | #1             | #2             | #3             | #4             | #5             | #6             | #7             | #8             | #9             | #10            | #11            | Totaal         |
| -------------- | ----------------------------------- | -------------- | -------------- | -------------- | -------------- | -------------- | -------------- | -------------- | -------------- | -------------- | -------------- | -------------- | -------------- |
| 1              | Fortune Coffee                      | 36,5           | 56             | 52             | 54,5           | 52,5           | 48             | 38,5           | 41             | 50             | 47             | 50,5           | 526,5          |
| 2              | Wokke Vastgoed                      | 36             | 62             | 42,5           | 34,5           | 43             | 60             | 55             | 48             | 44             | 45             | 55             | 525            |
| 3              | Boltrics                            | 50             | 41             | 57             | 50             | 48             | 18,5           | 50             | 50             | 38             | 37,5           | 38,5           | 478,5          |
| 4              | Vector                              | 46             | 32             | 31,5           | 41             | 34,5           | 51             | 49             | 36             | 50             | 44             | 31             | 446            |
| 5              | Speelman / Exclusief Vastgoedbeheer | 37,5           | 29             | 34             | 50,5           | 40,5           | 45,5           | 31,5           | 39,5           | 40             | 40             | 40             | 428            |
| 6              | Gewest Fryslan-Victron Energy       | 37,5           | 45,5           | 43,5           | 28,5           | 50             | 8              | 29,5           | 32,5           | 17             | 28,5           | 45,5           | 366            |
| 7              | Husqvarna / Praktijk Centrum Bomen  | 26,5           | 16             | 36             | 38             | 32,5           | 24,5           | 27,5           | 28,5           | 33,5           | 30,5           | 25             | 318,5          |
| 8              | The B team                          | 28,5           | 25,5           | 31             | 28             | 20,5           | 31,5           | 23,5           | 21             | 21             | 12,5           | 21,5           | 264,5          |
| 9              | Haak                                | 24             | 28,5           | 27             | 21,5           | 12             | 19,5           | 23,5           | 11,5           | 27             | 29,5           | 34             | 244,5          |
| 10             | Leontienhuis                        |                | 26,5           | 15             | 25,5           | 14             | 4              | 24             | 19             | 27             | 29,5           | 34             | 218,5          |

1996/1997 ·
1997/1998 ·
1998/1998-2003/2004 · 
2004/2005 ·
2005/2006 ·
2006/2007 ·
2007/2008 ·
2008/2009 ·
2009/2010 ·
2010/2011 ·
2011/2012 ·
2012/2013 ·
2013/2014 ·
2014/2015 ·
2015/2016 ·
2016/2017 ·
2017/2018 ·
2018/2019 ·
2019/2020 ·
2020/2021 ·
2021/2022 ·
2022/2023 ·
2023/2024 ·
2024/2025
Eendaagse wedstrijden:
NK kunstijs · 
Amsterdam · 
Open NK natuurijs · 
Winterswijk · 
Noordlaren ·
 Open VK natuurijs

Marathon Cup:
1. Groningen · 
2. Utrecht · 
3. Heerenveen ·
4. Den Haag · 
5. Haarlem · 
6. Hoorn · 
7. Deventer · 
8. Breda · 
9. Groningen · 
10. Tilburg · 
11. Heerenveen · 
12. Eindhoven · 
13. Alkmaar ·
14. Amsterdam · 
15. Finale Leeuwarden

Grand Prix:
 Weissensee:
Aart Koopmans Memorial · 
Sprint · 
Alternatieve Elfstedentocht ·
 Luleå:
Marathon · 
Sprint · 
Sea Ice Classic

Klassementen: KNSB Cup ·
Jongeren · 
Ploegen ·
Grand Prix ·
Brabantcup ·
Natuurijs vierdaagse
Lijst van schaatsmarathonrijders 2023/2024